# كلاسيك بروج دي بان للسيدات 2024
كلاسيك بروج دي بان للسيدات 2024 (بالفرنسية: Classic Bruges-La Panne féminine 2024) هو سباق دراجات هوائية، وهو الموسم السابع من ثلاثة أيام من دي بان للسيدات ‏، وأقيم في 21 مارس 2024 ضمن سباقات طواف العالم للدراجات للسيدات 2024، وشارك فيه  116 متسابقاً ووصل إلى نهايته  110 متسابقاً.
فاز بالمركز الأول إليسا بالسامو، وفاز بالمركز الثاني Charlotte Kool ‏، وفاز بالمركز الثالث Daria Pikulik ‏، وتصدر تصنيف طواف العالم لوت كوبيكي.

## الفرق
| فرق سيدات عالمية (14)- إن إكس تي جي ريسينغ ‏ - كانيون–إس آر إيه إم ريسينغ 2024 ‏ - Ceratizit Pro Cycling ‏ - FDJ–Suez ‏ - بلانتور بورا سيلينج تيم ‏ - رالي سايكلنج 2024 ‏ - Lidl–Trek (women's team) ‏ - Liv AlUla Jayco ‏ - موفيستار للسيدات ‏ - فريق كوجياس ميتلر لوك برو للدراجات ‏ - فريق سنويب للسيدات ‏ - جامبو فيسما للسيدات ‏ - يو أي أيه تيم 2024 ‏ - فريق أونو إكس برو للدراجات للسيدات ‏ فرق دراجات قارية سيدات (5)- بنجوال شوفالمير ‏ - EF Education–Oatly ‏ - لوتو بيليسول للسيدات ‏ - Proximus-Cyclis CT‏ - باركهوتل فالكنبورغ ‏ |  |
| |  |

## المشاركون
| فريق سنويب للسيدات ‏ DFP | فريق سنويب للسيدات ‏ DFP | فريق سنويب للسيدات ‏ DFP |
| ----------------------- | ----------------------- | ----------------------- |
| م                       | عداء                    | مرتبة                   |
| 1                       | Charlotte Kool ‏         | 2                       |
| 2                       | Rachele Barbieri ‏       | 21                      |
| 3                       | Daniek Hengeveld ‏       | 75                      |
| 4                       | Abi Smith ‏              | 91                      |
| 5                       | فرانشيسكا كوش ‏          | 49                      |
| 6                       | Nienke Vinke ‏           | 89                      |

| Lidl–Trek (women's team) ‏ LTK | Lidl–Trek (women's team) ‏ LTK | Lidl–Trek (women's team) ‏ LTK |
| ----------------------------- | ----------------------------- | ----------------------------- |
| م                             | عداء                          | مرتبة                         |
| 11                            | إليسا بالسامو                 | 1                             |
| 12                            | Elynor Bäckstedt ‏             | 93                            |
| 13                            | لوسيندا براند                 | 88                            |
| 14                            | Clara Copponi ‏                | 30                            |
| 15                            | Lauretta Hanson ‏              | 55                            |
| 16                            | Ava Holmgren ‏                 | لم يبدأ                       |

| إن إكس تي جي ريسينغ ‏ AGS | إن إكس تي جي ريسينغ ‏ AGS | إن إكس تي جي ريسينغ ‏ AGS |
| ------------------------ | ------------------------ | ------------------------ |
| م                        | عداء                     | مرتبة                    |
| 31                       | كيمبرلي لي كورت          | 9                        |
| 32                       | Maaike Boogaard ‏         | 90                       |
| 33                       | Anya Louw ‏               | 101                      |
| 34                       | Gaia Masetti ‏            | 68                       |
| 35                       | Ilse Pluimers ‏           | 43                       |
| 36                       | NED                      | 18                       |

| كانيون–إس آر إيه إم ‏ CSR | كانيون–إس آر إيه إم ‏ CSR  | كانيون–إس آر إيه إم ‏ CSR |
| ------------------------ | ------------------------- | ------------------------ |
| م                        | عداء                      | مرتبة                    |
| 41                       | Zoe Bäckstedt ‏            | 66                       |
| 42                       | كلو ديجيرت (طريق)         | 6                        |
| 43                       | Justyna Czapla ‏           | 77                       |
| 44                       | Agnieszka Skalniak-Sójka ‏ | 31                       |
| 45                       | Alice Towers ‏             | 71                       |
| 46                       | Maike van der Duin ‏       | 76                       |

| Ceratizit Pro Cycling ‏ WNT | Ceratizit Pro Cycling ‏ WNT | Ceratizit Pro Cycling ‏ WNT |
| -------------------------- | -------------------------- | -------------------------- |
| م                          | عداء                       | مرتبة                      |
| 51                         | Nina Berton ‏               | 105                        |
| 52                         | Mylène de Zoete ‏           | 24                         |
| 53                         | فرانزيسكا بروس             | 48                         |
| 54                         | Martina Fidanza ‏           | 98                         |
| 55                         | Kathrin Schweinberger ‏     | لم يكمل السباق             |
| 56                         | Lea Lin Teutenberg ‏        | 36                         |

| FDJ–Suez ‏ FST | FDJ–Suez ‏ FST      | FDJ–Suez ‏ FST |
| ------------- | ------------------ | ------------- |
| م             | عداء               | مرتبة         |
| 61            | Nina Buijsman ‏     | 70            |
| 62            | Coralie Demay ‏     | 67            |
| 63            | Vittoria Guazzini ‏ | 10            |
| 64            | غلاديس فيرهلست ‏    | 51            |
| 65            | Alessia Vigilia ‏   | 50            |
| 66            | جادي فيل           | 63            |

| بلانتور بورا سيلينج تيم ‏ FED | بلانتور بورا سيلينج تيم ‏ FED | بلانتور بورا سيلينج تيم ‏ FED |
| ---------------------------- | ---------------------------- | ---------------------------- |
| م                            | عداء                         | مرتبة                        |
| 71                           | ساني كانت                    | 45                           |
| 72                           | Julie De Wilde ‏              | 57                           |
| 73                           | Flora Perkins ‏               | 39                           |
| 74                           | Christina Schweinberger ‏     | 64                           |
| 75                           | Marthe Truyen ‏               | 16                           |
| 76                           | Evy Kuijpers ‏                | 47                           |

| رالي سايكلنج ‏ HPH | رالي سايكلنج ‏ HPH  | رالي سايكلنج ‏ HPH |
| ----------------- | ------------------ | ----------------- |
| م                 | عداء               | مرتبة             |
| 81                | Maëlle Grossetête ‏ | 58                |
| 82                | رومي كاسبر         | 60                |
| 83                | Daria Pikulik ‏     | 3                 |
| 84                | ليلي وليامز        | 19                |
| 85                | Alice Wood         | 94                |
| 86                | Linda Zanetti ‏     | 69                |

| Liv AlUla Jayco ‏ LAJ | Liv AlUla Jayco ‏ LAJ | Liv AlUla Jayco ‏ LAJ |
| -------------------- | -------------------- | -------------------- |
| م                    | عداء                 | مرتبة                |
| 91                   | جورجيا بيكر          | 5                    |
| 92                   | Teniel Campbell ‏     | 59                   |
| 93                   | Georgie Howe ‏        | 95                   |
| 94                   | Jeanne Korevaar ‏     | 44                   |
| 95                   | Silke Smulders ‏      | 72                   |
| 96                   | Anna Trevisi ‏        | 86                   |

| موفيستار للسيدات ‏ MOV | موفيستار للسيدات ‏ MOV | موفيستار للسيدات ‏ MOV |
| --------------------- | --------------------- | --------------------- |
| م                     | عداء                  | مرتبة                 |
| 101                   | Emma Norsgaard Bjerg  | 7                     |
| 102                   | أود بيانيك            | 78                    |
| 103                   | شيلا جوتيريز          | 92                    |
| 104                   | Laura Ruiz Pérez ‏     | 54                    |
| 105                   | Lucia Ruiz Pérez ‏     | 37                    |
| 106                   | أرلينيس سيرا (طريق)   | 17                    |

| فريق كوجياس ميتلر لوك برو للدراجات ‏ CGS | فريق كوجياس ميتلر لوك برو للدراجات ‏ CGS | فريق كوجياس ميتلر لوك برو للدراجات ‏ CGS |
| --------------------------------------- | --------------------------------------- | --------------------------------------- |
| م                                       | عداء                                    | مرتبة                                   |
| 111                                     | Maggie Coles-Lyster ‏                    | 29                                      |
| 112                                     | Sofia Collinelli ‏                       | 34                                      |
| 113                                     | تمارا بالابولينا ‏ (طريق)                | 32                                      |
| 114                                     | Nguyễn Thị Thật ‏ (طريق)                 | 104                                     |
| 115                                     | Sylvie Swinkels ‏                        | 35                                      |

| جامبو فيسما للسيدات ‏ TVL | جامبو فيسما للسيدات ‏ TVL | جامبو فيسما للسيدات ‏ TVL |
| ------------------------ | ------------------------ | ------------------------ |
| م                        | عداء                     | مرتبة                    |
| 121                      | كارلين آختيريكته         | 82                       |
| 122                      | Lieke Nooijen ‏           | 12                       |
| 123                      | Linda Riedmann ‏          | 42                       |
| 124                      | Nienke Veenhoven ‏        | 22                       |
| 125                      | Margaux Vigié ‏           | 83                       |
| 126                      | NED                      | 61                       |

| يو أي أيه تيم ‏ UAD | يو أي أيه تيم ‏ UAD | يو أي أيه تيم ‏ UAD |
| ------------------ | ------------------ | ------------------ |
| م                  | عداء               | مرتبة              |
| 131                | كيارا كونسوني      | 4                  |
| 132                | صوفيا بيرتيزولو    | 14                 |
| 133                | يوجينة بوجاك       | 74                 |
| 134                | Karolina Kumięga ‏  | 102                |
| 135                | Tereza Neumanová ‏  | 46                 |
| 136                | Karlijn Swinkels ‏  | 15                 |

| فريق أونو إكس برو للدراجات للسيدات ‏ UXM | فريق أونو إكس برو للدراجات للسيدات ‏ UXM | فريق أونو إكس برو للدراجات للسيدات ‏ UXM |
| --------------------------------------- | --------------------------------------- | --------------------------------------- |
| م                                       | عداء                                    | مرتبة                                   |
| 141                                     | أمالي ديديريكسن                         | 25                                      |
| 142                                     | Anniina Ahtosalo ‏ (طريق)                | 8                                       |
| 143                                     | سوزان أندرسن (طريق)                     | 26                                      |
| 144                                     | Rebecca Koerner ‏ (طريق)                 | لم يكمل السباق                          |

| بنجوال شوفالمير ‏ CHE | بنجوال شوفالمير ‏ CHE | بنجوال شوفالمير ‏ CHE |
| -------------------- | -------------------- | -------------------- |
| م                    | عداء                 | مرتبة                |
| 151                  | كيلي درويتس          | لم يكمل السباق       |
| 152                  | Danique Braam ‏       | 27                   |
| 153                  | Lani Wittevrongel ‏   | 81                   |
| 154                  | Nathalie Bex ‏        | 110                  |
| 155                  | Antonia Gröndahl ‏    | 65                   |
| 156                  | Emily Watts ‏         | 97                   |

| أيول أوشيه ‏ AWO | أيول أوشيه ‏ AWO | أيول أوشيه ‏ AWO |
| --------------- | --------------- | --------------- |
| م               | عداء            | مرتبة           |
| 161             | Jessica Finney ‏ | 52              |
| 162             | RSA             | لم يكمل السباق  |
| 163             | Connie Hayes‏    | 107             |
| 164             | FRA             | 96              |
| 165             | Isabel Darvill‏  | 100             |
| 166             | FRA             | لم يكمل السباق  |

| EF Education–Oatly ‏ EFC | EF Education–Oatly ‏ EFC | EF Education–Oatly ‏ EFC |
| ----------------------- | ----------------------- | ----------------------- |
| م                       | عداء                    | مرتبة                   |
| 171                     | أليسون جاكسون (طريق)    | 28                      |
| 172                     | Letizia Borghesi ‏       | 20                      |
| 173                     | Lotta Henttala          | 23                      |
| 174                     | نينا كيسلر              | 87                      |
| 175                     | Noemi Rüegg ‏            | 73                      |
| 176                     | Megan Armitage ‏         | 84                      |

| لوتو بيليسول للسيدات ‏ LDL | لوتو بيليسول للسيدات ‏ LDL | لوتو بيليسول للسيدات ‏ LDL |
| ------------------------- | ------------------------- | ------------------------- |
| م                         | عداء                      | مرتبة                     |
| 181                       | FIN                       | 33                        |
| 182                       | Fauve Bastiaenssen ‏       | 38                        |
| 183                       | Katrijn De Clercq ‏        | 11                        |
| 184                       | Audrey De Keersmaeker ‏    | 56                        |
| 185                       | Mieke Docx ‏               | 40                        |
| 186                       | BEL                       | 106                       |

| Proximus-Cyclis CT‏ ___ | Proximus-Cyclis CT‏ ___ | Proximus-Cyclis CT‏ ___ |
| ---------------------- | ---------------------- | ---------------------- |
| م                      | عداء                   | مرتبة                  |
| 191                    | NED                    | 108                    |
| 192                    | NED                    | لم يكمل السباق         |
| 193                    | Febe Poppe‏             | 109                    |
| 194                    | Marga López (cyclist) ‏ | 99                     |
| 195                    | NED                    | 103                    |
| 196                    | Femke van Goethem‏      | 53                     |

| باركهوتل فالكنبورغ ‏ VWT | باركهوتل فالكنبورغ ‏ VWT | باركهوتل فالكنبورغ ‏ VWT |
| ----------------------- | ----------------------- | ----------------------- |
| م                       | عداء                    | مرتبة                   |
| 201                     | Femke Beuling ‏          | 41                      |
| 202                     | Anne Dijkstra ‏          | 62                      |
| 203                     | NED                     | 85                      |
| 204                     | NED                     | 79                      |
| 205                     | Sofie van Rooijen ‏      | 13                      |
| 206                     | BEL                     | 80                      |

| فريق سنويب للسيدات ‏ DFP | فريق سنويب للسيدات ‏ DFP | فريق سنويب للسيدات ‏ DFP |
| ----------------------- | ----------------------- | ----------------------- |
| م                       | عداء                    | مرتبة                   |
| 1                       | Charlotte Kool ‏         | 2                       |
| 2                       | Rachele Barbieri ‏       | 21                      |
| 3                       | Daniek Hengeveld ‏       | 75                      |
| 4                       | Abi Smith ‏              | 91                      |
| 5                       | فرانشيسكا كوش ‏          | 49                      |
| 6                       | Nienke Vinke ‏           | 89                      |

| Lidl–Trek (women's team) ‏ LTK | Lidl–Trek (women's team) ‏ LTK | Lidl–Trek (women's team) ‏ LTK |
| ----------------------------- | ----------------------------- | ----------------------------- |
| م                             | عداء                          | مرتبة                         |
| 11                            | إليسا بالسامو                 | 1                             |
| 12                            | Elynor Bäckstedt ‏             | 93                            |
| 13                            | لوسيندا براند                 | 88                            |
| 14                            | Clara Copponi ‏                | 30                            |
| 15                            | Lauretta Hanson ‏              | 55                            |
| 16                            | Ava Holmgren ‏                 | لم يبدأ                       |

| إن إكس تي جي ريسينغ ‏ AGS | إن إكس تي جي ريسينغ ‏ AGS | إن إكس تي جي ريسينغ ‏ AGS |
| ------------------------ | ------------------------ | ------------------------ |
| م                        | عداء                     | مرتبة                    |
| 31                       | كيمبرلي لي كورت          | 9                        |
| 32                       | Maaike Boogaard ‏         | 90                       |
| 33                       | Anya Louw ‏               | 101                      |
| 34                       | Gaia Masetti ‏            | 68                       |
| 35                       | Ilse Pluimers ‏           | 43                       |
| 36                       | NED                      | 18                       |

| كانيون–إس آر إيه إم ‏ CSR | كانيون–إس آر إيه إم ‏ CSR  | كانيون–إس آر إيه إم ‏ CSR |
| ------------------------ | ------------------------- | ------------------------ |
| م                        | عداء                      | مرتبة                    |
| 41                       | Zoe Bäckstedt ‏            | 66                       |
| 42                       | كلو ديجيرت (طريق)         | 6                        |
| 43                       | Justyna Czapla ‏           | 77                       |
| 44                       | Agnieszka Skalniak-Sójka ‏ | 31                       |
| 45                       | Alice Towers ‏             | 71                       |
| 46                       | Maike van der Duin ‏       | 76                       |

| Ceratizit Pro Cycling ‏ WNT | Ceratizit Pro Cycling ‏ WNT | Ceratizit Pro Cycling ‏ WNT |
| -------------------------- | -------------------------- | -------------------------- |
| م                          | عداء                       | مرتبة                      |
| 51                         | Nina Berton ‏               | 105                        |
| 52                         | Mylène de Zoete ‏           | 24                         |
| 53                         | فرانزيسكا بروس             | 48                         |
| 54                         | Martina Fidanza ‏           | 98                         |
| 55                         | Kathrin Schweinberger ‏     | لم يكمل السباق             |
| 56                         | Lea Lin Teutenberg ‏        | 36                         |

| FDJ–Suez ‏ FST | FDJ–Suez ‏ FST      | FDJ–Suez ‏ FST |
| ------------- | ------------------ | ------------- |
| م             | عداء               | مرتبة         |
| 61            | Nina Buijsman ‏     | 70            |
| 62            | Coralie Demay ‏     | 67            |
| 63            | Vittoria Guazzini ‏ | 10            |
| 64            | غلاديس فيرهلست ‏    | 51            |
| 65            | Alessia Vigilia ‏   | 50            |
| 66            | جادي فيل           | 63            |

| بلانتور بورا سيلينج تيم ‏ FED | بلانتور بورا سيلينج تيم ‏ FED | بلانتور بورا سيلينج تيم ‏ FED |
| ---------------------------- | ---------------------------- | ---------------------------- |
| م                            | عداء                         | مرتبة                        |
| 71                           | ساني كانت                    | 45                           |
| 72                           | Julie De Wilde ‏              | 57                           |
| 73                           | Flora Perkins ‏               | 39                           |
| 74                           | Christina Schweinberger ‏     | 64                           |
| 75                           | Marthe Truyen ‏               | 16                           |
| 76                           | Evy Kuijpers ‏                | 47                           |

| رالي سايكلنج ‏ HPH | رالي سايكلنج ‏ HPH  | رالي سايكلنج ‏ HPH |
| ----------------- | ------------------ | ----------------- |
| م                 | عداء               | مرتبة             |
| 81                | Maëlle Grossetête ‏ | 58                |
| 82                | رومي كاسبر         | 60                |
| 83                | Daria Pikulik ‏     | 3                 |
| 84                | ليلي وليامز        | 19                |
| 85                | Alice Wood         | 94                |
| 86                | Linda Zanetti ‏     | 69                |

| Liv AlUla Jayco ‏ LAJ | Liv AlUla Jayco ‏ LAJ | Liv AlUla Jayco ‏ LAJ |
| -------------------- | -------------------- | -------------------- |
| م                    | عداء                 | مرتبة                |
| 91                   | جورجيا بيكر          | 5                    |
| 92                   | Teniel Campbell ‏     | 59                   |
| 93                   | Georgie Howe ‏        | 95                   |
| 94                   | Jeanne Korevaar ‏     | 44                   |
| 95                   | Silke Smulders ‏      | 72                   |
| 96                   | Anna Trevisi ‏        | 86                   |

| موفيستار للسيدات ‏ MOV | موفيستار للسيدات ‏ MOV | موفيستار للسيدات ‏ MOV |
| --------------------- | --------------------- | --------------------- |
| م                     | عداء                  | مرتبة                 |
| 101                   | Emma Norsgaard Bjerg  | 7                     |
| 102                   | أود بيانيك            | 78                    |
| 103                   | شيلا جوتيريز          | 92                    |
| 104                   | Laura Ruiz Pérez ‏     | 54                    |
| 105                   | Lucia Ruiz Pérez ‏     | 37                    |
| 106                   | أرلينيس سيرا (طريق)   | 17                    |

| فريق كوجياس ميتلر لوك برو للدراجات ‏ CGS | فريق كوجياس ميتلر لوك برو للدراجات ‏ CGS | فريق كوجياس ميتلر لوك برو للدراجات ‏ CGS |
| --------------------------------------- | --------------------------------------- | --------------------------------------- |
| م                                       | عداء                                    | مرتبة                                   |
| 111                                     | Maggie Coles-Lyster ‏                    | 29                                      |
| 112                                     | Sofia Collinelli ‏                       | 34                                      |
| 113                                     | تمارا بالابولينا ‏ (طريق)                | 32                                      |
| 114                                     | Nguyễn Thị Thật ‏ (طريق)                 | 104                                     |
| 115                                     | Sylvie Swinkels ‏                        | 35                                      |

| جامبو فيسما للسيدات ‏ TVL | جامبو فيسما للسيدات ‏ TVL | جامبو فيسما للسيدات ‏ TVL |
| ------------------------ | ------------------------ | ------------------------ |
| م                        | عداء                     | مرتبة                    |
| 121                      | كارلين آختيريكته         | 82                       |
| 122                      | Lieke Nooijen ‏           | 12                       |
| 123                      | Linda Riedmann ‏          | 42                       |
| 124                      | Nienke Veenhoven ‏        | 22                       |
| 125                      | Margaux Vigié ‏           | 83                       |
| 126                      | NED                      | 61                       |

| يو أي أيه تيم ‏ UAD | يو أي أيه تيم ‏ UAD | يو أي أيه تيم ‏ UAD |
| ------------------ | ------------------ | ------------------ |
| م                  | عداء               | مرتبة              |
| 131                | كيارا كونسوني      | 4                  |
| 132                | صوفيا بيرتيزولو    | 14                 |
| 133                | يوجينة بوجاك       | 74                 |
| 134                | Karolina Kumięga ‏  | 102                |
| 135                | Tereza Neumanová ‏  | 46                 |
| 136                | Karlijn Swinkels ‏  | 15                 |

| فريق أونو إكس برو للدراجات للسيدات ‏ UXM | فريق أونو إكس برو للدراجات للسيدات ‏ UXM | فريق أونو إكس برو للدراجات للسيدات ‏ UXM |
| --------------------------------------- | --------------------------------------- | --------------------------------------- |
| م                                       | عداء                                    | مرتبة                                   |
| 141                                     | أمالي ديديريكسن                         | 25                                      |
| 142                                     | Anniina Ahtosalo ‏ (طريق)                | 8                                       |
| 143                                     | سوزان أندرسن (طريق)                     | 26                                      |
| 144                                     | Rebecca Koerner ‏ (طريق)                 | لم يكمل السباق                          |

| بنجوال شوفالمير ‏ CHE | بنجوال شوفالمير ‏ CHE | بنجوال شوفالمير ‏ CHE |
| -------------------- | -------------------- | -------------------- |
| م                    | عداء                 | مرتبة                |
| 151                  | كيلي درويتس          | لم يكمل السباق       |
| 152                  | Danique Braam ‏       | 27                   |
| 153                  | Lani Wittevrongel ‏   | 81                   |
| 154                  | Nathalie Bex ‏        | 110                  |
| 155                  | Antonia Gröndahl ‏    | 65                   |
| 156                  | Emily Watts ‏         | 97                   |

| أيول أوشيه ‏ AWO | أيول أوشيه ‏ AWO | أيول أوشيه ‏ AWO |
| --------------- | --------------- | --------------- |
| م               | عداء            | مرتبة           |
| 161             | Jessica Finney ‏ | 52              |
| 162             | RSA             | لم يكمل السباق  |
| 163             | Connie Hayes‏    | 107             |
| 164             | FRA             | 96              |
| 165             | Isabel Darvill‏  | 100             |
| 166             | FRA             | لم يكمل السباق  |

| EF Education–Oatly ‏ EFC | EF Education–Oatly ‏ EFC | EF Education–Oatly ‏ EFC |
| ----------------------- | ----------------------- | ----------------------- |
| م                       | عداء                    | مرتبة                   |
| 171                     | أليسون جاكسون (طريق)    | 28                      |
| 172                     | Letizia Borghesi ‏       | 20                      |
| 173                     | Lotta Henttala          | 23                      |
| 174                     | نينا كيسلر              | 87                      |
| 175                     | Noemi Rüegg ‏            | 73                      |
| 176                     | Megan Armitage ‏         | 84                      |

| لوتو بيليسول للسيدات ‏ LDL | لوتو بيليسول للسيدات ‏ LDL | لوتو بيليسول للسيدات ‏ LDL |
| ------------------------- | ------------------------- | ------------------------- |
| م                         | عداء                      | مرتبة                     |
| 181                       | FIN                       | 33                        |
| 182                       | Fauve Bastiaenssen ‏       | 38                        |
| 183                       | Katrijn De Clercq ‏        | 11                        |
| 184                       | Audrey De Keersmaeker ‏    | 56                        |
| 185                       | Mieke Docx ‏               | 40                        |
| 186                       | BEL                       | 106                       |

| Proximus-Cyclis CT‏ ___ | Proximus-Cyclis CT‏ ___ | Proximus-Cyclis CT‏ ___ |
| ---------------------- | ---------------------- | ---------------------- |
| م                      | عداء                   | مرتبة                  |
| 191                    | NED                    | 108                    |
| 192                    | NED                    | لم يكمل السباق         |
| 193                    | Febe Poppe‏             | 109                    |
| 194                    | Marga López (cyclist) ‏ | 99                     |
| 195                    | NED                    | 103                    |
| 196                    | Femke van Goethem‏      | 53                     |

| باركهوتل فالكنبورغ ‏ VWT | باركهوتل فالكنبورغ ‏ VWT | باركهوتل فالكنبورغ ‏ VWT |
| ----------------------- | ----------------------- | ----------------------- |
| م                       | عداء                    | مرتبة                   |
| 201                     | Femke Beuling ‏          | 41                      |
| 202                     | Anne Dijkstra ‏          | 62                      |
| 203                     | NED                     | 85                      |
| 204                     | NED                     | 79                      |
| 205                     | Sofie van Rooijen ‏      | 13                      |
| 206                     | BEL                     | 80                      |

## التصنيف العام النهائي
| التصنيف العام         | التصنيف العام      | التصنيف العام                       | التصنيف العام | التصنيف العام |
| المتسابقة             | المتسابقة          | الفريق                              | الوقت         |               |
| --------------------- | ------------------ | ----------------------------------- | ------------- | ------------- |
| 1                     | إليسا بالسامو      | Lidl–Trek (women's team) ‏           | 3 س 49 د 56 ث |               |
| 2                     | Charlotte Kool ‏    | فريق سنويب للسيدات ‏                 | + 0 ث         |               |
| 3                     | Daria Pikulik ‏     | رالي سايكلنج ‏                       | + 0 ث         |               |
| 4                     | كيارا كونسوني      | يو أي أيه تيم ‏                      | + 0 ث         |               |
| 5                     | جورجيا بيكر        | Liv AlUla Jayco ‏                    | + 0 ث         |               |
| 6                     | كلو ديجيرت         | كانيون–إس آر إيه إم ‏                | + 0 ث         |               |
| 7                     | Emma Norsgaard     | موفيستار للسيدات ‏                   | + 0 ث         |               |
| 8                     | Anniina Ahtosalo ‏  | فريق أونو إكس برو للدراجات للسيدات ‏ | + 0 ث         |               |
| 9                     | كيمبرلي لي كورت    | إن إكس تي جي ريسينغ ‏                | + 0 ث         |               |
| 10                    | Vittoria Guazzini ‏ | FDJ–Suez ‏                           | + 0 ث         |               |
|                       |                    |                                     |               |               |
| مصدر: ProCyclingStats |                    |                                     |               |               |

### تصنيف النقاط
| تصنيف النقاط          | تصنيف النقاط         | تصنيف النقاط              | تصنيف النقاط | تصنيف النقاط |
| المتسابقة             | المتسابقة            | الفريق                    | النقاط       |              |
| --------------------- | -------------------- | ------------------------- | ------------ | ------------ |
| 1                     | لوت كوبيكي           | إس دي وركس ‏               | 1506 نقطة    |              |
| 2                     | إليسا بالسامو        | Lidl–Trek (women's team) ‏ | 1188 نقطة    |              |
| 3                     | إليسا ونغو بورغيني   | Lidl–Trek (women's team) ‏ | 715 نقطة     |              |
| 4                     | Neve Bradbury ‏       | كانيون–إس آر إيه إم ‏      | 710 نقطة     |              |
| 5                     | Puck Pieterse ‏       | بلانتور بورا سيلينج تيم ‏  | 660 نقطة     |              |
| 6                     | لورينا ويبيس         | إس دي وركس ‏               | 636 نقطة     |              |
| 7                     | Sarah Gigante ‏       | إن إكس تي جي ريسينغ ‏      | 530 نقطة     |              |
| 9                     | Dominika Włodarczyk ‏ | يو أي أيه تيم ‏            | 520 نقطة     |              |
| 9                     | ماريان فوس           | جامبو فيسما للسيدات ‏      | 480 نقطة     |              |
| 10                    | Rosita Reijnhout ‏    | جامبو فيسما للسيدات ‏      | 448 نقطة     |              |
|                       |                      |                           |              |              |
| مصدر: ProCyclingStats |                      |                           |              |              |

## تصنيف الفرق

### الفرق حسب النقاط
| ترتيب الفرق حسب النقاط | ترتيب الفرق حسب النقاط           | ترتيب الفرق حسب النقاط | ترتيب الفرق حسب النقاط |
| الفريق                 | الفريق                           | النقاط                 |                        |
| ---------------------- | -------------------------------- | ---------------------- | ---------------------- |
| 1                      | Lidl–Trek (women's team) ‏        | 3058 نقطة              |                        |
| 2                      | إس دي وركس ‏                      | 2782 نقطة              |                        |
| 3                      | كانيون–إس آر إيه إم ريسينغ 2024 ‏ | 1990 نقطة              |                        |
| 4                      | يو أي أيه تيم 2024 ‏              | 1641 نقطة              |                        |
| 5                      | فريق سنويب للسيدات ‏              | 1541 نقطة              |                        |
| 6                      | Liv AlUla Jayco ‏                 | 1275 نقطة              |                        |
| 7                      | FDJ–Suez ‏                        | 1248 نقطة              |                        |
| 8                      | بلانتور بورا سيلينج تيم ‏         | 1226 نقطة              |                        |
| 9                      | جامبو فيسما للسيدات ‏             | 1226 نقطة              |                        |
| 10                     | إن إكس تي جي ريسينغ ‏             | 1114 نقطة              |                        |
|                        |                                  |                        |                        |
| مصدر: ProCyclingStats  |                                  |                        |                        |

## تصانيف فرعية

### تصنيف أفضل شاب
| تصنيف أفضل شابة       | تصنيف أفضل شابة | تصنيف أفضل شابة           | تصنيف أفضل شابة | تصنيف أفضل شابة |
| المتسابقة             | المتسابقة       | الفريق                    | الوقت           |                 |
| --------------------- | --------------- | ------------------------- | --------------- | --------------- |
| 1                     | Puck Pieterse ‏  | بلانتور بورا سيلينج تيم ‏  |                 |                 |
| 2                     | شيرين فان أنروي | Lidl–Trek (women's team) ‏ |                 |                 |
| 3                     | Neve Bradbury ‏  | كانيون–إس آر إيه إم ‏      |                 |                 |
|                       |                 |                           |                 |                 |
| مصدر: ProCyclingStats |                 |                           |                 |                 |

## وصلات خارجية
- لمحة عن سباق كلاسيك بروج دي بان للسيدات 2024 على موقع  ProCyclingStats   (برو  سايكلنج  ستاتس) - إحصاءات  محترفي  الدراجات.
- كلاسيك بروج دي بان للسيدات 2024 على موقع إحصائيات الدراجات الإحترافية (الإنجليزية)